# 1986년~1993년 빙그레 이글스 시즌
1986년–1993년 빙그레 이글스 시즌은 빙그레 이글스가 한국 프로 야구 리그에 참가한 시즌이다. 통산 우승 0회, 준우승 4회, 포스트시즌 진출 5회를 기록했다. 

## 1985년
- 감독: 배성서
- 체력담당코치: 박상조
- 첫 트레이드: 1985년 4월 20일에 롯데 자이언츠로부터 김재열, 이광길, 이석규 영입
- 첫 드래프트를 통한 영입: 1985년 1차 지명으로 민문식, 이상군, 전대영 영입
- 최초의 2차 지명 입단 선수: 김연철, 김정태, 김종수, 윤종오, 이강호, 이군노
- 최초의 신고선수: 조호표
- 팀은 2군 리그에만 참가했다. 다만 당시는 KBO 퓨처스리그가 정식으로 열리기 전이라 각 팀의 2군 선수단과 비공식적으로 경기를 치렀다.

### 선수단
- 투수: 김재열, 민문식, 이상군, 임재준, 조호표, 유해남, 박태준
- 포수: 홍순만, 김성호
- 내야수: 강정길, 이광길, 이석규, 전대영, 김한근, 송상진, 박재천, 이정은
- 외야수: 이강돈, 김호인, 박찬

### 여담
- 1986 신인드래프트에서 김상국은 구단 사상 최초로 1차 지명되어 입단한 포수가 되었다.
- 포수 윤종오는 1986 신인드래프트에서 KBO 신인드래프트 사상 최초로 2차 지명으로 입단한 포수가 되었다.
- 1986 신인드래프트 당시 KBO 리그 사상 최초로 2차 지명에서 투수, 포수, 내야수, 외야수까지 모든 포지션의 선수들을 지명했다. 그러나 외야수들의 입단이 모두 불발되어 전포지션 선수 입단은 무산되었다.
- 김일중은 12월 28일 트레이드를 통해 OB 베어스에서 빙그레 이글스로 넘어왔는데, 통산 1군 출전 없이 은퇴해 KBO 리그 역대 트레이드로 팀을 옮긴 선수 중 1군 기록 없이 은퇴한 최초의 선수가 되었다.
- 외야수 김호인은 이 시즌을 끝으로 은퇴했으며, 2년 후 KBO 심판위원이 되어 KBO 리그 사상 최초의 프로 외야수 출신 심판이 되었다.

## 1986년
- 순위 : 전기 7위(최하위), 후기 6위, 통합 7위(최하위, 포스트시즌 진출 실패)
- 감독 : 배성서
- 수석코치 : 이와시타
- 투수코치 : 이재환, 김윤겸
- 타격코치 : 정연회
- 수비코치 : 이와시타
- 주루코치 : 이재환
- 주장 : 유승안
- 김종문은 구단의 창단멤버로 합류했다.
- 팀은 구단 사상 최초로 시범경기 1위를 차지했다. 이로써 팀은 KBO 리그 참가 첫 해에 시범경기 1위에 오른 최초의 팀이 되었다.
- 장명부는 4월 1일 MBC 청룡과의 경기에 선발 등판하여 구단 사상 첫 등판 투수가 되었으나 5이닝 6실점 2자책점으로 구단 사상 첫 패전을 떠안았다. 그리고 이날 경기에서 팀의 1번 타자를 맡은 황병일은 구단 사상 처음으로 타석을 소화한 타자가 되었다.
- 고원부는 만 24세로 KBO 리그 사상 규정 타석을 채운 최연소 용병 야수가 되었다.
- 한희민은 4월 5일 청보 핀토스와의 경기에서 완봉승을 거둬 구단 사상 첫 승리투수가 되었다.
- 이상군은 5월 16일 삼성 라이온즈와의 경기에서 구단 사상 첫 세이브를 기록했다.
- 장명부는 6월 10일 삼성 라이온즈와의 경기에서 9이닝 5실점으로 완투하여 KBO 리그 역대 최초로 개인 통산 1000이닝을 달성했다. 그러나 해당 경기에서 팀이 패배해 장명부는 패전투수가 되었다.
- 한희민은 이 시즌 3차례 완봉했음에도 9승에 그쳐 KBO 리그 단일 시즌 10승 실패 투수 중 최다 완봉 기록을 세웠다.
- 장명부는 통산 172경기에 등판해 KBO 리그 역대 1000이닝 이상 투구한 투수 중 최소 경기 등판 기록을 가지고 있다.
- 장명부는 통산 1000이닝 투수 중 KBO 리그 사상 최초로 통산 마무리등판 100회를 달성했다.
- 장명부는 7월 26일 MBC 청룡과의 경기에서 KBO 리그 사상 최초의 끝내기 보크를 범해 승리를 내줬다.
- 장명부는 KBO 리그 사상 최초로 통산 1000피안타를 기록한 투수가 되었다.
- 장명부는 규정 이닝을 채웠음에도 1승에 그쳤다.
- 고원부는 구단 사상 처음으로 자유선발로 입단했다.
- 한희민은 이 시즌 KBO 리그 역대 단일 시즌 청보 핀토스 상대 최다 탈삼진(53) 기록을 세웠다.
- 팀은 고의4구 3개를 얻어내는 데 그쳐 역대 단일 시즌 팀 최소 고의4구를 기록했다.
- 팀은 세이브 3회에 그쳐 역대 단일 시즌 팀 최소 세이브를 기록했다.
- 팀은 시즌 내내 한번도 5할 승률을 넘지 못했으며, 최종 승률 0.290으로 구단 사상 최저 기록을 세웠다.
- 장명부는 당시 규정 이닝 충족 투수 중 유일하게 음수 WAR을 기록했다.

### 타이틀
- 올스타전 추천선수: 이상군, 전대영
- 컴투스프로야구 80년대 빙그레 이글스 라인업: 김연철 (중계투수), 성낙수 (중계투수), 김재열 (중계투수), 이강돈 (좌익수), 김상국 (지명타자)
- 선발등판: 이상군 (30)
- 완투: 이상군 (19)

### 선수단
- 선발투수: 이상군, 한희민, 민문식, 오문현, 장명부
- 구원투수: 손문곤, 임재준, 조호표, 천창호
- 마무리투수: 김연철, 성낙수, 김재열
- 포수: 유승안, 김성호, 배원영, 홍순만, 김종문
- 1루수: 전대영, 강정길, 김정태, 임순태
- 2루수: 이광길, 이석규, 김수길
- 유격수: 김종수
- 3루수: 김성갑, 김한근
- 좌익수: 이강돈, 김우열, 윤홍식
- 중견수: 고원부, 이성수, 유해덕, 박찬
- 우익수: 황병일, 김종윤, 이정은
- 지명타자: 김상국, 박재천, 장훈, 김현택, 이군노, 송상진

## 1987년
- 순위 : 전기 6위, 후기 공동 5위(최하위), 통합 6위(포스트시즌 진출 실패)
- 감독 : 배성서
- 수석코치 : 이와시타
- 투수코치 : 이재환, 김윤겸
- 타격코치 : 정연회
- 수비코치 : 이와시타
- 주루코치 : 이재환, 이희수
- 주장 : 유승안
- 팀은 시범경기에서 한 경기도 이기지 못했다.
- 김성갑은 당시 규정 타석을 채운 야수 중 유일하게 WAR 음수를 기록했다.
- 장종훈은 이 시즌까지 통산 26실책으로 KBO 리그 10대 타자 최다 기록을 세웠다.
- 한희민은 이 시즌 KBO 리그 역대 단일 시즌 청보 핀토스 상대 최다 탈삼진(53) 기록을 세웠다.
- 고원부는 KBO 리그에 외국인 선수 제도가 도입되기 이전 규정 타석 충족 용병 타자 중 단일 시즌 최고 WAR을 기록했다.
- 이정훈은 구단 사상 첫 KBO 신인상 수상자가 되었다.

### 타이틀
- KBO 골든글러브: 유승안 (지명타자)
- KBO 신인상: 이정훈
- 올스타 선발: 고원부 (외야수)
- 올스타전 추천선수: 이상군, 한희민
- 컴투스프로야구 80년대 올스타: 한희민 (중계투수)
- 컴투스프로야구 80년대 빙그레 이글스 라인업: 천창호 (중계투수), 이정훈 (우익수)
- 컴투스프로야구 나때는 말이야 라인업: 이상군 (중계투수)
- 출장(타자): 김성갑 (108)
- 안타: 이정훈 (124)
- 사구: 이정훈 (10)
- 희생타: 이정훈 (24)
- 선발등판: 이상군 (27)
- 완투: 이상군 (24)
- 이닝: 이상군 (246.2)
- 상대한 타자 수: 이상군 (1006)

### 선수단
- 선발투수 : 이상군, 한희민, 김대중, 김용남, 오문현, 강만식, 임재준
- 구원투수 : 이동석
- 마무리투수 : 천창호, 김재열, 민문식, 김연철, 손문곤
- 포수 : 김상국, 김종문, 김성호
- 1루수 : 전대영, 강정길, 정상진, 김정태
- 2루수 : 김수길, 임정면, 이광길, 황병일
- 유격수 : 장종훈, 김종수
- 3루수 : 김성갑, 김한근
- 좌익수 : 이강돈
- 중견수 : 이정훈, 이중화, 유해덕
- 우익수 : 고원부, 조용호
- 지명타자 : 유승안, 윤홍식

## 1988년
- 순위 : 전기 2위, 후기 공동 3위, 통합승률 2위, 통합 2위(KS 준우승)
- 플레이오프(vs 삼성) : 3승 무패 (승)
- 한국시리즈(vs 해태) : 2승 4패 (패)
- 감독 : 김영덕
- 수석코치 : 강병철
- 투수코치 : 이재환
- 타격코치 : 강병철
- 수비코치 : 이희수, 김종수
- 주루코치 : 이희수
- 2군 감독 : 정연회
- 주장 : 유승안
- 역대 팀 중 창단 후 최단 기간(3시즌) 만에 한국시리즈에 진출하는 기록을 세웠다.(원년 팀 제외)
- 고원부는 이 시즌에 KBO 리그 사상 최초의 인사이드 파크 만루홈런을 쳤다.
- 고원부는 KBO 리그에 외국인 선수 제도가 도입되기 이전 규정 타석 충족 용병 타자 중 단일 시즌 최저 WAR을 기록했다.
- 김홍명은 KBO 리그에 외국인 선수 제도가 도입되기 이전 단일 시즌 최고 평균자책점을 기록한 용병 투수가 되었다.
- 이상군은 KBO 리그 사상 최초로 세이브 1위를 하고도 세이브포인트는 1위를 하지 못해 구원왕 수상에 실패했다.
- 고원부는 KBO 리그 역대 용병 타자 중 처음으로 포스트시즌에서 3루타를 기록했다.
- 팀은 플레이오프에서 KBO 플레이오프 역대 1호 스윕승을 달성했다.
- 천창호는 KBO 리그 역대 최초로 단일 포스트시즌에서 피출루율 0, 이닝 당 출루허용률 0을 기록했다.
- 천창호와 한용덕은 KBO 리그 역대 최초로 단일 포스트시즌에서 피안타율 0을 기록했다.
- 한희민은 이 해 14선발승(잠수함 투수 최초 최다 선발승 타이틀)으로 이 당시 최다 선발승 투수 최소 선발승 신기록(종전 기록-84년 김시진 15)을 세웠지만 이후 김태원(1990년) 로페즈(2009년) 조정훈(2009년) 배영수(2013년) 세든(2013년)[1]에 의해 타이 기록이 됐다.

### 타이틀
- 노히트노런: 이동석 (4호)
- KBO 골든글러브: 장종훈 (유격수), 이강돈 (외야수), 이정훈 (외야수)
- 올스타 선발: 유승안 (포수), 이정훈 (외야수)
- 올스타전 추천선수: 이상군, 한희민, 장종훈
- 컴투스프로야구 80년대 빙그레 이글스 라인업: 이동석 (선발투수), 김홍명 (선발투수), 이상군 (마무리투수)
- 컴투스프로야구 나때는 말이야 라인업: 강병철 (수석코치)
- 출장(타자): 장종훈 (108)
- 2루타: 이강돈 (26)
- 완봉: 한희민 (4)
- 세이브: 이상군 (16)
- 선발승 : 한희민 (14)

### 선수단
- 선발투수 : 한희민, 김대중, 김홍명, 이동석, 김용남, 안성수
- 구원투수 : 천창호, 임재준, 지성규, 강만식, 이척기, 장정순, 김연철
- 마무리투수 : 이상군, 한용덕, 김재열, 손문곤
- 포수 : 유승안, 김상국, 김종문, 김광윤
- 1루수 : 강정길, 전대영
- 2루수 : 이광길, 조양근
- 유격수 : 장종훈, 김수길
- 3루수 : 김성갑, 황병일, 곽동열
- 좌익수 : 이강돈, 조용호
- 중견수 : 이중화, 송일섭
- 우익수 : 이정훈, 고원부
- 지명타자 : 김한근, 박성현, 유해덕, 정상진, 임정면, 오효근

## 1989년
- 순위 : 정규 1위, 통합 2위(KS 준우승)
- 한국시리즈(vs 해태) : 1승 4패 (패)
- 감독 : 김영덕
- 수석코치 : 강병철
- 투수코치 : 이재환
- 타격코치 : 강병철
- 수비코치 : 이희수, 김종수
- 주루코치 : 이희수
- 2군 배터리코치 : 김성호
- 주장 : 유승안
- 이 시즌은 KBO 리그 사상 최초로 규정 타석을 채운 야수 전원이 WAR 양수를 기록한 시즌이다. 그 중 가장 WAR이 낮았던 강정길은 WAR 1.04를 기록했다.
- 고원부는 KBO 리그에 외국인 선수 제도가 도입되기 이전 규정 타석 충족 용병 타자 중 단일 시즌 최고 wRC+를 기록했다.
- 창단 첫 정규시즌 1위에 올랐으나 KBO 역대 최초로 정규시즌 2위 팀에게 한국시리즈 우승컵을 내주는 불명예를 안았다.

### 타이틀
- KBO 골든글러브: 유승안 (포수), 고원부 (외야수), 이강돈 (외야수)
- 올스타 선발: 유승안 (포수), 이강돈 (외야수)
- 올스타전 추천선수: 송진우, 한희민, 고원부
- 컴투스프로야구 80년대 빙그레 이글스 라인업: 한희민 (선발투수), 송진우 (선발투수), 김락기 (선발투수), 한용덕 (중계투수), 유승안 (포수), 강정길 (1루수), 조양근 (2루수), 장종훈 (유격수), 김성갑 (3루수), 이중화 (중견수)
- 컴투스프로야구 선정 대를 이은 야구선수들 라인업: 유승안
- 출장(타자): 이강돈 (120)
- 타수: 이강돈 (464)
- 안타: 이강돈 (137)
- 3루타: 이중화 (6)
- 타점: 유승안 (85)
- 타율: 고원부 (0.327)

### 선수단
- 선발투수 : 한희민, 이상군, 김홍명, 김대중
- 구원투수 : 김락기, 한용덕, 진정필, 이척기, 이은승, 지성규, 유해덕, 이동석
- 마무리투수 : 송진우, 장정순, 임재준, 손창현, 손문곤
- 포수 : 유승안, 김상국, 박선일, 김종문
- 1루수 : 강정길, 전대영
- 2루수 : 조양근, 황병일, 김용선, 이종호
- 유격수 : 장종훈, 황대연
- 3루수 : 김성갑, 강석천
- 좌익수 : 이강돈, 조용호, 성군철
- 중견수 : 이중화
- 우익수 : 고원부, 이정훈
- 지명타자 : 송일섭, 곽동열, 오효근, 손경호, 김수길

## 1990년
- 순위 : 정규 3위, 통합 4위(준PO 탈락)[2]
- 준플레이오프(vs 삼성) : 무승 2패 (패)
- 감독 : 김영덕
- 수석코치 : 강병철
- 투수코치 : 이재환, 이선희, 천창호
- 타격코치 : 강병철
- 수비코치 : 이희수
- 주루코치 : 이희수
- 2군 투수코치 : 김용남
- 2군 수비코치 : 김종수
- 2군 배터리코치 : 김성호
- 주장 : 유승안
- 마무리투수 송진우는 4월 15일 삼성 라이온즈와의 경기에 이례적으로 선발 투수로 등판했으나, 2.1이닝 6실점으로 무너졌다. 이것이 송진우의 1990년 정규 시즌 처음이자 마지막 선발 등판이 되어 결국 그는 KBO 리그 역대 규정 이닝을 채운 투수 중 단일 시즌 가장 높은 선발투수 평균자책점을 기록한 선수가 되었다. 그러나 이후 삼성 라이온즈와의 준플레이오프 1차전에 다시 선발 등판하여 8이닝 2실점으로 호투했다. 다만 팀이 패배하여 빛이 바랬다.
- 송진우는 규정 이닝을 채우고도 사구를 한 개도 내주지 않았다.
- 이은승은 9월 17일 해태 타이거즈와의 경기에 등판한 것이 해당 시즌 유일한 등판이었는데, 0.2이닝동안 홈런 2개를 허용하여 KBO 리그 역대 단일 시즌 9이닝 당 최다 피홈런, 10대 투수 통산 9이닝 당 최다 피홈런 기록을 세웠다.
- 김수길은 이 시즌을 끝으로 은퇴하여 KBO 리그 사상 월요일 경기 통산 최고 장타율(3.000)을 기록한 선수가 되었다.
- 이강돈은 1990년에 신설된 최다안타상의 첫 수상자가 되었다.
- 팀은 준플레이오프에서 삼성 라이온즈를 상대로 스윕을 당하며 탈락했는데, 이는 KBO 준플레이오프 역대 1호 피업셋, 1호 스윕패다.

### 타이틀
- KBO 골든글러브: 장종훈 (유격수), 이강돈 (외야수), 이정훈 (외야수)
- 올스타 선발: 유승안 (포수), 이강돈 (외야수)
- 올스타전 추천선수: 송진우, 한희민, 장종훈
- 컴투스프로야구 90년대 올스타: 송진우 (중계투수)
- 컴투스프로야구 아빠와 아들 라인업: 김대중 (선발투수)
- 출장(타자): 장종훈 (120)
- 타수: 이강돈 (436)
- 득점: 이강돈 (81)
- 안타: 이강돈 (146)
- 홈런: 장종훈 (28)
- 루타: 이강돈 (226)
- 타점: 장종훈 (91)
- 장타율: 장종훈 (0.545)
- OPS: 장종훈 (0.946)
- 세이브포인트: 송진우 (38)
- 세이브: 송진우 (27)

#### 퓨처스리그
- 2루타: 박선일 (21)
- 3루타: 이종호 (7)
- 4사구: 김원근 (46)

### 선수단
- 선발투수 : 한용덕, 이상군, 김홍명, 김대중, 한희민, 김락기
- 중계투수 : 이척기, 이은승
- 마무리투수 : 송진우, 장정순, 이동석, 진정필, 원근호, 지성규, 이효봉
- 포수 : 김상국, 김종문, 김광윤, 박선일
- 1루수 : 강정길
- 2루수 : 전대영, 송일섭, 조양근, 이종호, 김용선
- 유격수 : 장종훈, 지화동
- 3루수 : 강석천, 김성갑, 황대연
- 좌익수 : 이강돈, 이중화
- 중견수 : 진상봉, 황병일
- 우익수 : 이정훈, 고원부
- 지명타자 : 유승안, 성군철, 손경호, 오효근, 김수길, 유태완

## 1991년
- 순위 : 정규 2위, 통합 2위(KS 준우승)
- 플레이오프(vs 삼성) : 3승 1패 (승)
- 한국시리즈(vs 해태) : 무승 4패 (패)
- 감독 : 김영덕
- 수석코치 : 이희수
- 투수코치 : 김명성
- 타격코치 : 함학수
- 수비코치 : 정구선
- 플레잉코치 : 송일섭
- 2군 투수코치 : 김용남
- 2군 타격코치 : 황병일
- 2군 수비코치 : 김종수
- 2군 배터리코치 : 김성호
- 주장 : 이강돈
- 김홍명은 이 시즌 KBO 리그 용병 투수 최초로 중간계투로 주로 등판했다(선발등판 8회, 구원등판 11회, 마무리등판 4회).
- 5월 1일 OB 베어스와의 경기는 연장 11회까지 진행되었음에도 불구하고 1시간 41분만에 끝나 KBO 리그 사상 연장까지 진행된 경기 중 최단시간 경기로 남아있다.
- 장종훈은 KBO 리그 사상 처음으로 단일 시즌 공격 WAR 9를 넘겼다.
- 한용덕은 KBO 리그 사상 처음으로 포스트시즌에 타석을 소화한 투수가 되었다.
- 이정훈은 KBO리그 사상 최초로 단일시즌 10 3루타 - 10홈런을 기록했다.
- 한용덕은 WAR 7.56으로, 팀이 한화 이글스로 바뀌기 전까지 구단 사상 단일 시즌 최고 WAR 기록 보유자였다.
- 지화동은 WAR -1.05로, 팀이 한화 이글스로 바뀌기 전까지 구단 사상 단일 시즌 최저 WAR 기록 보유자였다.
- 장종훈은 KBO리그 사상 최초로 단일 시즌 100타점과 100득점을 모두 기록했으며, 구단 사상 최초의 KBO MVP가 되었다.
- 한희민은 이 시즌에 구단 사상 최초로 빙그레 이글스 소속으로 통산 1000이닝을 달성했다.
- 유승안은 이 시즌을 끝으로 은퇴하여 KBO 리그 통산 3000타석 미만 한국인 타자 중 통산 최고 WAR(21.63) 기록을 세웠다.
- 빙그레 이글스 2군은 이 시즌에 KBO 퓨처스리그 사상 처음으로 단일 시즌 0무를 기록했다.

### 타이틀
- KBO MVP: 장종훈
- 한일 슈퍼게임 국가대표: 한용덕, 송진우, 이정훈, 장종훈
- KBO 골든글러브: 이정훈 (외야수), 장종훈 (지명타자)
- 올스타 선발: 이강돈 (외야수), 이정훈 (외야수), 장종훈 (지명타자)
- 올스타전 추천선수: 한용덕
- 컴투스프로야구 레전드 카드: 장종훈
- 컴투스프로야구 KBO 베스트 라인업: 한용덕 (중계투수)
- 컴투스프로야구 나때는 말이야 라인업: 한용덕 (선발투수)
- 컴투스프로야구 90년대 올스타: 장종훈 (지명타자)
- 타자 WAR: 장종훈 (7.23)
- 공격 WAR: 장종훈 (9.37)
- 출장(타자): 강석천, 장종훈 (126)
- 타석: 장종훈 (558)
- 실질타석: 장종훈 (550)
- 득점: 장종훈 (104)
- 안타: 장종훈 (160)
- 3루타: 이정훈 (12)
- 홈런: 장종훈 (35)
- 루타: 장종훈 (297)
- 타점: 장종훈 (114)
- 볼넷: 장종훈 (76)
- 사구: 장종훈 (15)
- 타율: 이정훈 (0.348)
- 장타율: 장종훈 (0.640)
- OPS: 장종훈 (1.090)
- 완봉: 한용덕 (4)
- 선발승: 한용덕 (16)

#### 퓨처스리그
- 북부리그 완투: 임규대 (3)
- 다승: 이은승 (6)

### 선수단
- 선발투수 : 한용덕, 김인권, 한희민, 이상군
- 중계투수 : 김대중, 김홍명
- 마무리투수 : 송진우, 장정순, 이동석, 진정필, 이은승, 김락기, 김기열
- 포수 : 김상국, 양용모, 박선일, 김종문, 유승안
- 1루수 : 강정길
- 2루수 : 전대영, 조양근, 이종호
- 유격수 : 황대연, 김용선, 지화동
- 3루수 : 강석천
- 좌익수 : 이강돈, 임주택, 성군철
- 중견수 : 이중화, 진상봉, 임성우
- 우익수 : 이정훈, 고원부, 김석연
- 지명타자 : 장종훈, 김원근, 김일훈, 임돈영

## 1992년
- 순위 : 정규 1위, 통합 2위(KS 준우승)
- 한국시리즈(vs 롯데) : 1승 4패 (패)
- 감독 : 김영덕
- 수석코치 : 이희수
- 투수코치 : 김명성
- 타격코치 : 함학수
- 수비코치 : 정구선
- 트레이닝코치 : 송일섭
- 2군 투수코치 : 김용남
- 2군 타격코치 : 황병일
- 2군 수비코치 : 김종수
- 2군 배터리코치 : 김성호
- 주장 : 이강돈
- 팀은 4월 8일부터 5월 26일까지 원정 15연승을 달성하여 KBO 리그 사상 원정 최다 연승 기록을 세웠다. 이는 단일시즌 원정 최다 연승 기록이기도 하다.
- 김락기는 4월 17일 태평양 돌핀스와의 경기에 등판한 것이 해당 시즌 유일한 등판이었는데, 해당 경기에서 피안타율 1.000을 기록하여 KBO 리그 역대 단일 시즌 피안타율 1.000을 기록한 최초의 선수가 되었다.
- 한희민은 8월 18일 LG 트윈스와의 경기에서 홈런 2개를 맞아 KBO 리그 사상 최초로 통산 100피홈런을 기록한 투수가 되었다.
- 이강돈은 이 시즌에 구단 사상 최초로 빙그레 이글스 소속으로 통산 3000타석을 달성했다.
- 이 시즌 팀은 보크를 한 번도 저지르지 않았다.
- 팀은 구단 사상 단일 시즌 최다 승리(81), 최고 승률(0.651)을 기록했다.
- 장종훈은 KBO 리그 역대 최초의 단일 시즌 40홈런을 달성했다.
- 장종훈은 이 시즌 쌍방울 레이더스와의 경기에서 23득점 10홈런을 기록하여 단일 시즌 쌍방울 레이더스와의 경기에서 최다 득점, 홈런을 기록한 선수가 되었다.
- 이은승은 KBO 퓨처스리그 사상 최초로 통산 100탈삼진을 달성했다.
- 김대중은 이 시즌을 끝으로 은퇴하여 KBO 리그 통산 1000이닝 미만 투수 중 통산 최다 보크(8) 기록을 세웠다.

### 타이틀
- KBO 골든글러브: 장종훈 (1루수), 이정훈 (외야수)
- 올스타 선발: 이강돈 (외야수), 이정훈 (외야수), 장종훈 (지명타자)
- 올스타전 추천선수: 한용덕
- 컴투스프로야구 레전드 카드: 이정훈
- 컴투스프로야구 아빠와 아들 라인업: 임주택 (우익수)
- 타자 WAR: 장종훈 (7.52)
- 공격 WAR: 장종훈 (8.27)
- 득점: 장종훈 (106)
- 홈런: 장종훈 (41)
- 루타: 장종훈 (284)
- 타점: 장종훈 (119)
- 사구: 장종훈 (13)
- 타율: 이정훈 (0.360)
- 장타율: 장종훈 (0.659)
- OPS: 장종훈 (1.105)
- 출장(투수): 송진우 (48)
- 완봉: 정민철 (3)
- 다승: 송진우 (19)(11선발승으로 장정순과 선발승 공동 7위)
- 세이브포인트: 송진우 (25)
- 세이브: 송진우 (17)

#### 퓨처스리그
- 출장(타자): 김일훈 (36)
- 타석: 김일훈 (143)
- 타수: 김일훈 (129)
- 북부리그 출루율: 김홍집 (0.443)
- 북부리그 안타: 김일훈 (40)
- 북부리그 1루타: 김일훈 (30)
- 북부리그 3루타: 박상현 (3)
- 북부리그 4사구: 김홍집 (21)
- 완투: 임규대 (5)
- 북부리그 다승: 공용우, 임규대 (6)
- 북부리그 이닝: 공용우 (76.2)
- 북부리그 상대한 타자 수: 공용우 (312)
- 북부리그 탈삼진: 공용우 (42)

### 선수단
- 선발투수 : 정민철, 한용덕, 장정순, 지연규, 한희민
- 중계투수 : 김인권, 김락기, 김대중, 김홍명
- 마무리투수 : 송진우, 이상군, 진정필, 이은승, 김재성, 임규대
- 포수 : 양용모, 김상국, 박선일
- 1루수 : 장종훈
- 2루수 : 전대영, 김용선, 성군철
- 유격수 : 이종호, 지화동, 조양근
- 3루수 : 강석천
- 좌익수 : 이강돈
- 중견수 : 이정훈, 이중화
- 우익수 : 진상봉, 김일혁, 임주택
- 지명타자 : 강정길, 김일훈, 박상현, 임성우, 김홍집, 김석연, 신일호

## 1993년
- 순위 : 정규 5위(포스트시즌 진출 실패)
- 감독 : 김영덕
- 수석코치 : 이희수
- 투수코치 : 김명성
- 타격코치 : 함학수
- 수비코치 : 정구선
- 2군 타격코치 : 황병일
- 2군 수비코치 : 김종수
- 2군 배터리코치 : 김성호
- 2군 트레이닝코치 : 송일섭
- 주장 : 이강돈
- 장정순은 9월 25일 해태 타이거즈와의 경기에서 빙그레 이글스의 마지막 패전투수가 되었다.
- 빙그레 이글스라는 팀명으로 치러진 마지막 경기는 9월 28일 LG 트윈스와의 경기였다. 이날 구원 등판한 이국성이 빙그레 이글스의 마지막 승리투수가 되었고, 진정필이 마지막 세이브를 기록했다. 마지막으로 타석을 소화한 타자는 1번 타자 지화선이었다.
- 정민철은 18경기만 등판하고도 규정 이닝을 채워 KBO 리그 역대 규정 이닝 충족 투수 중 단일 시즌 최소 경기 등판 기록을 세웠다.
- 이 시즌은 KBO 리그 사상 4번째로 규정 타석을 채운 야수 전원이 WAR 양수를 기록한 시즌이다. 그 중 가장 WAR이 낮았던 양용모는 WAR 0.08로 유일하게 0점대 승리기여도를 기록했다.
- 장종훈은 이 시즌까지 누적 WAR 35.24로 빙그레 이글스 사상 통산 최고 WAR 기록을 세웠다.
- 김석연은 이 시즌을 끝으로 은퇴하여 빙그레 이글스 사상 통산 최저 WAR(-0.97) 기록을 세웠다.
- 상속 분쟁으로 인해 빙그레가 한화 그룹에서 이탈하여 야구단 운영에서 손을 떼게 됨에 따라 이듬해부터는 팀명이 한화 이글스로 변경되었다. (역사는 그대로 승계)
- 임규대는 KBO 퓨처스리그 사상 최초로 통산 10완투를 달성했다.
- 임규대와 이은승은 KBO 퓨처스리그 사상 1번째와 2번째로 통산 100 자책점을 기록한 투수들이 되었다.

### 타이틀
- 미스터올스타: 이강돈
- 올스타 선발: 이정훈 (외야수), 장종훈 (지명타자)
- 올스타전 추천선수: 송진우, 이강돈
- 사구: 진상봉 (13)
- 완투: 한용덕 (12)
- 승률: 정민철 (0.813)

#### 퓨처스리그
- 출루율: 김경남 (0.458)
- 북부리그 장타율: 김원근 (0.542)
- 북부리그 OPS: 김경남 (0.946)
- 2루타: 김원근 (10)
- 홈런: 김원근, 황대연 (5)
- 도루: 박상현 (9)
- 완투: 임규대 (7)
- 북부리그 이닝: 공용우 (82.1)
- 상대한 타자 수: 공용우 (377)

### 선수단
- 선발투수 : 정민철, 한용덕, 이상군, 구대성, 지연규, 장정순, 노장진
- 중계투수 : 이국성, 김인권
- 마무리투수 : 진정필, 이상목, 김락기, 이은승, 송진우
- 포수 : 김상국, 원현식, 박선일
- 1루수 : 장종훈, 김원근
- 2루수 : 전대영, 지화동, 김성열
- 유격수 : 허준, 이종호
- 3루수 : 강석천, 이민호, 황대연, 김용선
- 좌익수 : 이강돈, 임주택, 양용모, 김석연
- 중견수 : 진상봉
- 우익수 : 지화선, 이정훈, 김일혁, 고기성, 이중화
- 지명타자 : 강정길, 우태원, 김홍집, 임성우

## 역대 프런트
| 보직     | 이름   | 취임   | 퇴임   |
| -------- | ------ | ------ | ------ |
| 구단주   | 김호연 | 1985년 | 1993년 |
| 구단주   | 김승연 | 1993년 | 1993년 |
| 대표이사 | 노정호 | 1985년 | 1988년 |
| 단장     | 노진호 | 1985년 | 1993년 |
| 대표이사 | 김영규 | 1988년 | 1989년 |
| 대표이사 | 정인현 | 1989년 | 1993년 |

## 역대 선발진

### 1군
| 연도 | 1선발  | 2선발  | 3선발  | 4선발  | 5선발  |
| ---- | ------ | ------ | ------ | ------ | ------ |
| 1986 | 이상군 | 한희민 | 손문곤 | 장명부 | 김연철 |
| 1987 | 이상군 | 한희민 | 김대중 | 김용남 | 김연철 |
| 1988 | 한희민 | 김대중 | 김용남 | 김홍명 | 이동석 |
| 1989 | 한희민 | 이상군 | 김홍명 | 김대중 | 이동석 |
| 1990 | 한용덕 | 김대중 | 한희민 | 김홍명 | 김락기 |
| 1991 | 한용덕 | 송진우 | 김인권 | 김대중 | 한희민 |
| 1992 | 정민철 | 한용덕 | 송진우 | 장정순 | 한희민 |
| 1993 | 정민철 | 한용덕 | 이상군 | 장정순 | 노장진 |

### 2군
| 연도 | 1선발  | 2선발  | 3선발  | 4선발  | 5선발  |
| ---- | ------ | ------ | ------ | ------ | ------ |
| 1985 | 이상군 | 민문식 | 김재열 | 임재준 | 조호표 |
| 1990 | 이은승 | 원근호 | 오대균 | 유해덕 | 지성규 |
| 1991 | 이은승 | 임규대 | 오대균 | 윤용준 | 이병채 |
| 1992 | 임규대 | 공용우 | 이은승 | 오대균 | 강민수 |
| 1993 | 김남규 | 공용우 | 임규대 | 김재성 | 이은승 |

## 역대 마무리

### 1군
| 1986   | 1987   | 1988   | 1989   | 1990   | 1991   | 1992   | 1993   |
| ------ | ------ | ------ | ------ | ------ | ------ | ------ | ------ |
| 김재열 | 천창호 | 이상군 | 송진우 | 송진우 | 진정필 | 이상군 | 송진우 |

### 2군
| 1985   | 1990   | 1991   | 1992   | 1993   |
| ------ | ------ | ------ | ------ | ------ |
| 박태준 | 이병채 | 이상군 | 장필영 | 구대성 |

## 역대 신인드래프트

### 첫 지명 선수
| 연도 | 선수   | 포지션 | 빙그레(한화) 소속 성적                          |
| ---- | ------ | ------ | ----------------------------------------------- |
| 1985 | 민문식 | 투수   | 2시즌 11G 21.2이닝 1승 2패 4.57                 |
| 1986 | 곽영진 | 투수   | 1군 출전 X                                      |
| 1987 | 김대중 | 투수   | 6시즌 135G 553.1이닝 35승 30패 3.82             |
| 1987 | 안성수 | 투수   | 1시즌 1G 2이닝 1패 13.50                        |
| 1987 | 이중화 | 외야수 | 8시즌 644G 398안타 84도루 .262 .317 .331        |
| 1988 | 송진우 | 투수   | 21시즌 672G 3003이닝 210승 153패 103세이브 3.51 |
| 1989 | 진정필 | 투수   | 7시즌 139G 442.1이닝 19승 23패 8세이브 4.05     |
| 1990 | 김성한 | 투수   | 4시즌 34G 72.1이닝 2승 3패 1세이브 4.73         |
| 1991 | 양용모 | 포수   | 3시즌 263G 146안타 25도루 .235 .325 .318        |
| 1992 | 지연규 | 투수   | 11시즌 132G 299이닝 10승 22패 23세이브 4.88     |
| 1993 | 구대성 | 투수   | 13시즌 569G 1128.2이닝 67승 71패 214세이브 2.85 |
| 1994 | 길배진 | 투수   | 1시즌 8G 15이닝 11.40                           |

### 마지막 지명 선수
| 연도 | 선수   | 포지션 | 빙그레(한화) 소속 성적         |
| ---- | ------ | ------ | ------------------------------ |
| 1985 | 황종선 | 내야수 | 지명권 포기로 입단 X           |
| 1986 | 이연수 | 외야수 | 지명권 포기로 입단 X           |
| 1987 | 곽경탁 | 외야수 | 지명권 포기로 입단 X           |
| 1988 | 김광윤 | 포수   | 2시즌 19G 2안타 .143 .200 .143 |
| 1989 | 김성재 | 내야수 | 지명권 포기로 입단 X           |
| 1990 | 박상익 | 외야수 | 지명권 포기로 입단 X           |
| 1991 | 이경진 | 내야수 | 지명권 포기로 입단 X           |
| 1992 | 서석기 | 포수   | 1군 출전 X                     |
| 1993 | 김성열 | 내야수 | 2시즌 35G 6안타 .154 .313 .154 |
| 1994 | 최호원 | 투수   | 4시즌 28G 52.1이닝 1패 4.82    |

## 역대 선수
| 이름   | 국적     | 포지션 | 년도      |
| ------ | -------- | ------ | --------- |
| 강만식 | 대한민국 | 투수   | 1987-1988 |
| 강민수 | 대한민국 | 투수   | 1992      |
| 공용우 | 대한민국 | 투수   | 1991-1993 |
| 곽영진 | 대한민국 | 투수   | 1986      |
| 구대성 | 대한민국 | 투수   | 1993      |
| 길주한 | 대한민국 | 투수   | 1989      |
| 김기열 | 대한민국 | 투수   | 1991      |
| 김남규 | 대한민국 | 투수   | 1992-1993 |
| 김대중 | 대한민국 | 투수   | 1987-1992 |
| 김락기 | 대한민국 | 투수   | 1989-1993 |
| 김승현 | 대한민국 | 투수   | 1990-1991 |
| 김연철 | 대한민국 | 투수   | 1985-1988 |
| 김용남 | 대한민국 | 투수   | 1987-1989 |
| 김인권 | 대한민국 | 투수   | 1991-1993 |
| 김일중 | 대한민국 | 투수   | 1986-1987 |
| 김재성 | 대한민국 | 투수   | 1992-1993 |
| 김재열 | 대한민국 | 투수   | 1985-1988 |
| 김준기 | 대한민국 | 투수   | 1986-1988 |
| 김진형 | 대한민국 | 투수   | 1991      |
| 김홍명 | 일본     | 투수   | 1988-1992 |
| 노장진 | 대한민국 | 투수   | 1993      |
| 명승철 | 대한민국 | 투수   | 1991      |
| 민문식 | 대한민국 | 투수   | 1985-1987 |
| 박대영 | 대한민국 | 투수   | 1990-1991 |
| 박오   | 일본     | 투수   | 1986      |
| 백인철 | 대한민국 | 투수   | 1990-1993 |
| 성낙수 | 대한민국 | 투수   | 1986      |
| 손문곤 | 대한민국 | 투수   | 1986-1989 |
| 손창현 | 대한민국 | 투수   | 1989      |
| 송진우 | 대한민국 | 투수   | 1989-1993 |
| 안성수 | 대한민국 | 투수   | 1988-1989 |
| 오대균 | 대한민국 | 투수   | 1990-1991 |
| 오문현 | 대한민국 | 투수   | 1986-1987 |
| 원근호 | 대한민국 | 투수   | 1989-1991 |
| 윤용준 | 대한민국 | 투수   | 1991      |
| 이강호 | 대한민국 | 투수   | 1985-1986 |
| 이국성 | 대한민국 | 투수   | 1993      |
| 이동석 | 대한민국 | 투수   | 1987-1991 |
| 이상군 | 대한민국 | 투수   | 1985-1993 |
| 이상목 | 대한민국 | 투수   | 1993      |
| 이은승 | 대한민국 | 투수   | 1989-1993 |
| 이척기 | 대한민국 | 투수   | 1988-1990 |
| 이효봉 | 대한민국 | 투수   | 1989-1990 |
| 임규대 | 대한민국 | 투수   | 1991-1993 |
| 임재준 | 대한민국 | 투수   | 1986-1989 |
| 장명부 | 일본     | 투수   | 1986      |
| 장정순 | 대한민국 | 투수   | 1988-1993 |
| 장필영 | 대한민국 | 투수   | 1992      |
| 정기태 | 대한민국 | 투수   | 1992-1993 |
| 정민철 | 대한민국 | 투수   | 1992-1993 |
| 조호표 | 대한민국 | 투수   | 1985-1986 |
| 지성규 | 대한민국 | 투수   | 1988-1990 |
| 지연규 | 대한민국 | 투수   | 1992-1993 |
| 진정필 | 대한민국 | 투수   | 1989-1993 |
| 천창호 | 대한민국 | 투수   | 1986-1988 |
| 한연대 | 대한민국 | 투수   | 1986-1987 |
| 한용덕 | 대한민국 | 투수   | 1987-1993 |
| 한희민 | 대한민국 | 투수   | 1986-1992 |

| 이름   | 국적     | 포지션 | 년도      |
| ------ | -------- | ------ | --------- |
| 김광윤 | 대한민국 | 포수   | 1988-1990 |
| 김상국 | 대한민국 | 포수   | 1986-1993 |
| 김성호 | 대한민국 | 포수   | 1986-1988 |
| 김종문 | 대한민국 | 포수   | 1986-1992 |
| 김홍집 | 대한민국 | 포수   | 1992-1993 |
| 문진호 | 대한민국 | 포수   | 1990-1991 |
| 박선일 | 대한민국 | 포수   | 1989-1993 |
| 배원영 | 대한민국 | 포수   | 1986      |
| 서석기 | 대한민국 | 포수   | 1992-1993 |
| 양용모 | 대한민국 | 포수   | 1991-1993 |
| 원현식 | 대한민국 | 포수   | 1993      |
| 유승안 | 대한민국 | 포수   | 1986-1991 |
| 윤종오 | 대한민국 | 포수   | 1985-1986 |
| 조을제 | 대한민국 | 포수   | 1988      |
| 최유식 | 대한민국 | 포수   | 1992-1993 |
| 홍순만 | 대한민국 | 포수   | 1985-1986 |

| 이름   | 국적     | 포지션 | 년도      |
| ------ | -------- | ------ | --------- |
| 강석천 | 대한민국 | 내야수 | 1989-1993 |
| 강정길 | 대한민국 | 내야수 | 1985-1993 |
| 고원부 | 일본     | 내야수 | 1985-1991 |
| 곽동열 | 대한민국 | 내야수 | 1988-1989 |
| 권오영 | 대한민국 | 내야수 | 1993      |
| 김경남 | 대한민국 | 내야수 | 1993      |
| 김성갑 | 대한민국 | 내야수 | 1986-1990 |
| 김성열 | 대한민국 | 내야수 | 1993      |
| 김수길 | 대한민국 | 내야수 | 1986-1990 |
| 김용선 | 대한민국 | 내야수 | 1989-1993 |
| 김원근 | 대한민국 | 내야수 | 1990-1993 |
| 김일훈 | 대한민국 | 내야수 | 1991-1993 |
| 김정윤 | 대한민국 | 내야수 | 1993      |
| 김정태 | 대한민국 | 내야수 | 1985-1987 |
| 김종수 | 대한민국 | 내야수 | 1985-1988 |
| 김한근 | 대한민국 | 내야수 | 1985-1988 |
| 김현택 | 대한민국 | 내야수 | 1986      |
| 박성현 | 대한민국 | 내야수 | 1988      |
| 박재천 | 대한민국 | 내야수 | 1986      |
| 박효철 | 대한민국 | 내야수 | 1991      |
| 백용철 | 대한민국 | 내야수 | 1990-1993 |
| 서범준 | 대한민국 | 내야수 | 1991-1992 |
| 손경호 | 대한민국 | 내야수 | 1989-1990 |
| 송상진 | 대한민국 | 내야수 | 1985-1986 |
| 신일호 | 대한민국 | 내야수 | 1992-1993 |
| 우태원 | 대한민국 | 내야수 | 1993      |
| 윤현수 | 대한민국 | 내야수 | 1992      |
| 이광길 | 대한민국 | 내야수 | 1985-1988 |
| 이군노 | 대한민국 | 내야수 | 1985-1986 |
| 이민호 | 대한민국 | 내야수 | 1993      |
| 이병채 | 대한민국 | 내야수 | 1990-1992 |
| 이석규 | 대한민국 | 내야수 | 1985-1986 |
| 이정은 | 대한민국 | 내야수 | 1985-1986 |
| 이종호 | 대한민국 | 내야수 | 1989-1993 |
| 이홍석 | 대한민국 | 내야수 | 1990      |
| 임순태 | 대한민국 | 내야수 | 1986      |
| 임정면 | 대한민국 | 내야수 | 1987-1988 |
| 장종훈 | 대한민국 | 내야수 | 1986-1993 |
| 장진성 | 대한민국 | 내야수 | 1991-1993 |
| 장훈   | 대한민국 | 내야수 | 1986      |
| 정명훈 | 대한민국 | 내야수 | 1993      |
| 정상진 | 대한민국 | 내야수 | 1987-1988 |
| 전대영 | 대한민국 | 내야수 | 1985-1993 |
| 조양근 | 대한민국 | 내야수 | 1988-1992 |
| 지화동 | 대한민국 | 내야수 | 1990-1993 |
| 황대연 | 대한민국 | 내야수 | 1989-1993 |
| 허준   | 대한민국 | 내야수 | 1993      |

| 이름   | 국적     | 포지션 | 년도      |
| ------ | -------- | ------ | --------- |
| 고기성 | 대한민국 | 외야수 | 1993      |
| 김석연 | 대한민국 | 외야수 | 1991-1993 |
| 김우열 | 대한민국 | 외야수 | 1986      |
| 김일혁 | 대한민국 | 외야수 | 1992-1993 |
| 김종윤 | 대한민국 | 외야수 | 1986      |
| 김호인 | 대한민국 | 외야수 | 1985      |
| 박상현 | 대한민국 | 외야수 | 1991-1993 |
| 박성현 | 대한민국 | 외야수 | 1988      |
| 박승국 | 대한민국 | 외야수 | 1991      |
| 박찬   | 대한민국 | 외야수 | 1985-1986 |
| 반태훈 | 대한민국 | 외야수 | 1990      |
| 성군철 | 대한민국 | 외야수 | 1989-1992 |
| 송일섭 | 대한민국 | 외야수 | 1988-1990 |
| 오효근 | 대한민국 | 외야수 | 1988-1990 |
| 유태완 | 대한민국 | 외야수 | 1990-1991 |
| 유해덕 | 대한민국 | 외야수 | 1986-1989 |
| 윤석중 | 대한민국 | 외야수 | 1991-1992 |
| 윤홍식 | 대한민국 | 외야수 | 1986-1987 |
| 이강돈 | 대한민국 | 외야수 | 1985-1993 |
| 이성수 | 대한민국 | 외야수 | 1986      |
| 이재근 | 대한민국 | 외야수 | 1991      |
| 이정은 | 대한민국 | 외야수 | 1986      |
| 이정훈 | 대한민국 | 외야수 | 1987-1993 |
| 이중화 | 대한민국 | 외야수 | 1987-1993 |
| 임돈영 | 대한민국 | 외야수 | 1990-1993 |
| 임성우 | 대한민국 | 외야수 | 1991-1993 |
| 임주택 | 대한민국 | 외야수 | 1991-1993 |
| 조용호 | 대한민국 | 외야수 | 1987-1989 |
| 지화선 | 대한민국 | 외야수 | 1993      |
| 진상봉 | 대한민국 | 외야수 | 1990-1993 |
| 황병일 | 대한민국 | 외야수 | 1986-1990 |